# Тольятти (станция)
Толья́тти — железнодорожная станция Самарского региона Куйбышевской железной дороги, расположенная в Автозаводском районе города Тольятти Самарской области.

## История
Место строительства станции было обусловлено привязкой к АвтоВАЗу, к которому проложен подъездной путь. В 1969 году станция начала работу. В том же году автозавод подписал задание Мосгипротрансу на проектирование объединённого автобусно-железнодорожного вокзала. Быстро созданный проект предполагал создание вокзала из стекла и бетона площадью 6,5 тыс. м², с привокзальной площадью 3800 кв. м². Прилегающая городская территория, которую возможно использовать для автовокзала, составляет 3750 кв. м², площадь территории на выходе с пассажирских платформ – 4000 кв. м².
Тогда существовали планы по прокладке железнодорожной ветки из Тольятти в Димитровград, Ульяновск и Казань, и строительство в городе крупного железнодорожного хаба было оправданным. В 1972 году проект был утверждён в министерстве путей сообщения СССР, в 1974 году здание вокзала было построено.
Однако планы по созданию новых веток оказались не реализованы, из-за чего станция оказалась на тупиковой ветке. Открытие вокзала было отложено на десятилетия. До 1996 года станция использовалась исключительно для грузовых перевозок, в первую очередь для обслуживания автозавода.
Лишь в 1996 году на станции появился пассажирский трафик: поезд №65/66 «Москва – Тольятти – Москва». Тогда и состоялось открытие вокзала. Пассажиропоток составлял около 240 человек в сутки, хотя здание вокзала рассчитано на тысячу человек.
В дальнейшем у поезда появились прицепные вагоны до Санкт-Петербурга зимой и до Адлера летом. Был запущен поезд № 677/678 «Тольятти – Саратов» (отменён в 2011 году). Появилось пригородное сообщение: до 2005 года существовал ночной рейс, 2-3 пары пригородных поездов «Тольятти – Самара» и по одной паре электричек «Тольятти – Сызрань», «Тольятти – Задельная». С 2009 года пригородное движение закрыто, а с 2015 года отменена скоростная электричка «Тольятти-Line».

### Описание

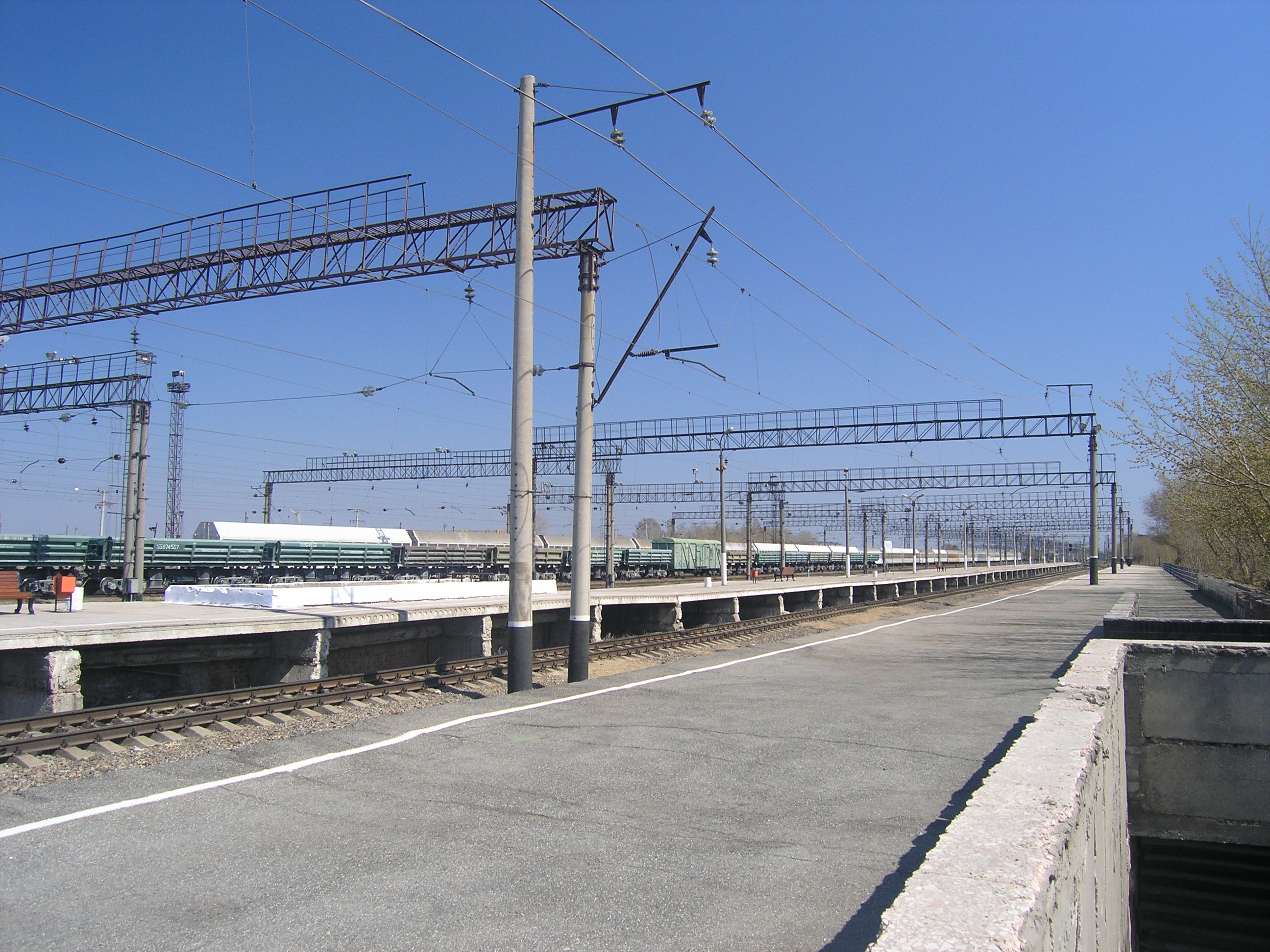
Пассажирский и грузовой парки станции Тольятти

Линия «Сызрань I — Жигулевское Море — Самара» обеспечивает грузовые перевозки, связанные с городами Самара, Сызрань, Жигулёвск. Одновременно эта линия является северным обходом загруженного пути на участке «Кинель — Звезда — Сызрань».
Станция Тольятти находится на ответвлении, в стороне от этой линии. Станция является тупиковой. Основным клиентом станции является главное градообразующее предприятие города АвтоВАЗ, куда от станции продолжен подъездной путь. Также к станции примыкают пути вспомогательных и дочерних предприятий АвтоВАЗа, логистических, складских терминалов и ряда предприятий пищевой промышленности города (ОАО «Комбинат шампанских вин и коньяков», хлебо- и хладокомбината и др.). В настоящее время строится продолжение линии до особой экономической зоны Тольятти.

## Вокзал станции

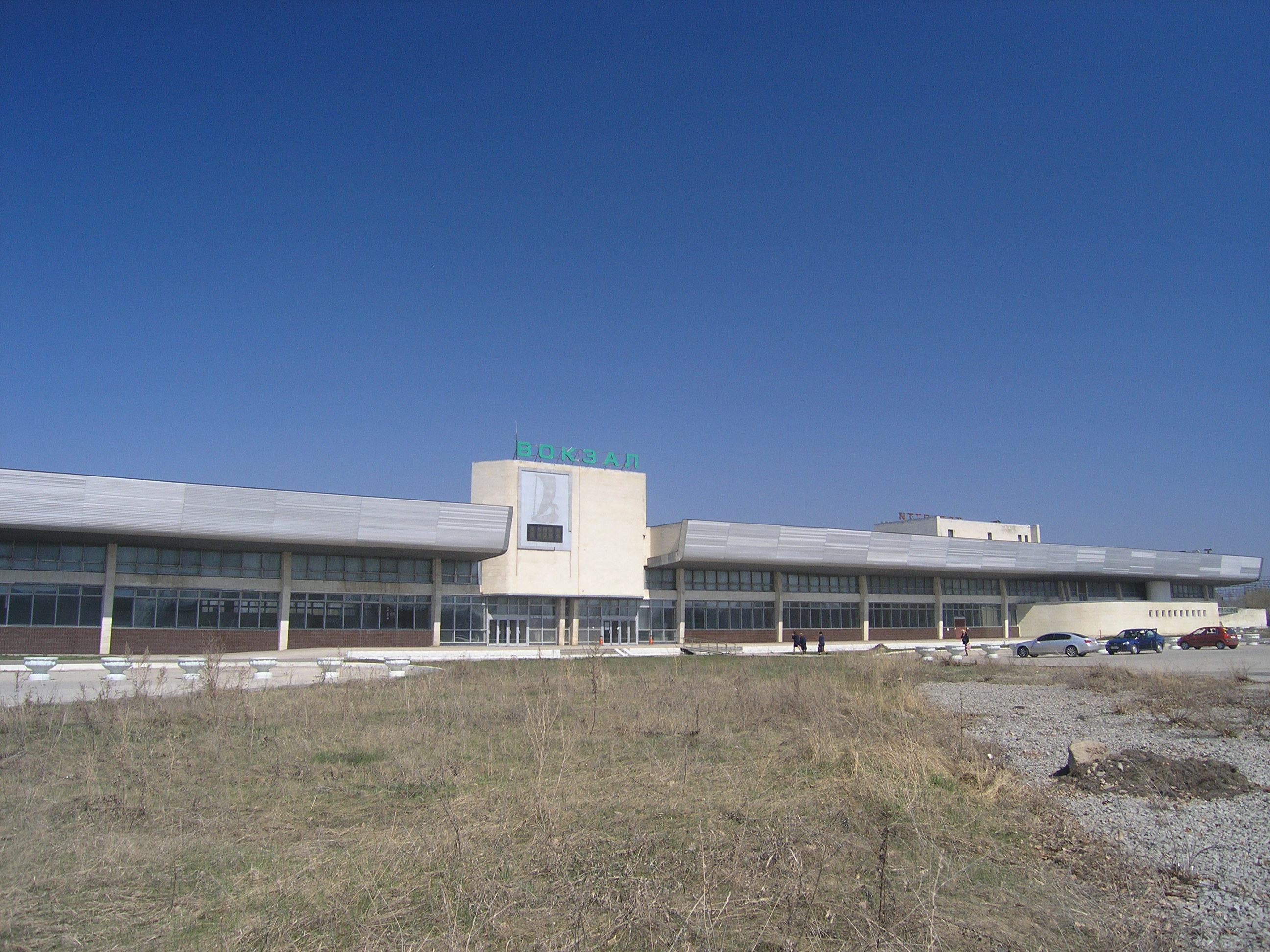
Железнодорожный вокзал Тольятти

Железнодорожный вокзал Тольятти построен в 1974 году, введён в эксплуатацию в 1996 году. Общая площадь комплекса — 6,67 тысяч м². Одновременно вокзал может принять 950 пассажиров.
Почтовый адрес станции: ул. Вокзальная, дом 38.

### Описание
Обслуживание пассажиров производится примыкающими к вокзалу 2 высокими пассажирскими платформами из них: 1 островная и 1 боковая.
Вдоль платформ проходят 5 пассажирских путей. Поезда отправляются в направлении узловой станции Жигулёвское Море, откуда, в свою очередь, следуют по направлениям:
- на Самару,
- на Сызрань.

## Пассажирское сообщение

### Поезда дальнего следования
По станции Тольятти круглогодично курсирует только один пассажирский поезд:
| № поезда | Маршрут движения  | № поезда | Маршрут движения  |
| -------- | ----------------- | -------- | ----------------- |
| 65       | Москва — Тольятти | 66       | Тольятти — Москва |

К этому составу имеются прицепные вагоны «Тольятти — Санкт-Петербург» (по чётным числам) — на станции Рузаевка перецепляют к поезду «Уфа — Санкт-Петербург».
В летний период курсирует поезд:
| № поезда | Маршрут движения | № поезда | Маршрут движения |
| -------- | ---------------- | -------- | ---------------- |
| 549      | Адлер — Тольятти | 550      | Тольятти — Адлер |

При поездках по другим направлениям тольяттинцы пользуются станциями Сызрань и Самара, которые являются узловыми и имеют сообщение по всем направлениям. До 2011 года курсировал поезд № 677/678 Тольятти — Саратов.

### Пригородное сообщение
С 1 октября 2022 года организовано движение электропоездов "Ласточка" по маршруту Самара-Тольятти-Самара с остановками на станциях "Жигулевское Море", "Задельная", "Старосемейкино", "Водинская", "Ягодная", "Средневолжская" "Пятилетка", "Стахановская".

## Ближайшие вокзалы и станции
В черте города расположена станция Жигулёвское Море (по ней проходят все поезда на станцию Тольятти и из неё):
1. Жигулевское море (Код 63700), Грузовая, Международная экспортная, Перевалка на реку импорт/экспорт.
2. Жигулевское море (Код 63680).
3. Жигулевское море (Код 63690).

Для промышленных предприятий в городе функционируют ещё две грузовые станции:
1. Химзаводская (Код 63720).
2. Азотная.